# Hvozdec, Beroun
Hvozdec là một làng thuộc huyện Beroun, vùng Středočeský, Cộng hòa Séc.